# Brian Krebs
Brian Krebs (ur. 1972 w Alabamie) – amerykański dziennikarz śledczy. Zajmuje się problematyką cyberprzestępczości. Jego zainteresowanie bezpieczeństwem internetowym rozwinęło się po ataku szkodliwego oprogramowania, które w 2001 r. zablokowało mu dostęp do komputera.
Jest autorem bloga „KrebsOnSecurity.com”, na którym porusza zagadnienia z zakresu bezpieczeństwa komputerowego i cyberprzestępczości. W latach 1995–2009 był reporterem „The Washington Post”, gdzie zajmował się polityką techniczną, poufnością danych i bezpieczeństwem komputerowym. W tym samym czasie prowadził blog „Security Fix”. Przeprowadził także wywiad z hakerem 0x80.
14 marca 2013 r. Krebs stał się jednym z pierwszych dziennikarzy, którzy padli ofiarą tzw. swattingu. W 2014 roku wydał książkę pt. Spam Nation: The Inside Story of Organized Cybercrime – from Global Epidemic to Your Front Door, która rok później została nagrodzona nagrodą PROSE.